# Aryabhata (satellite)

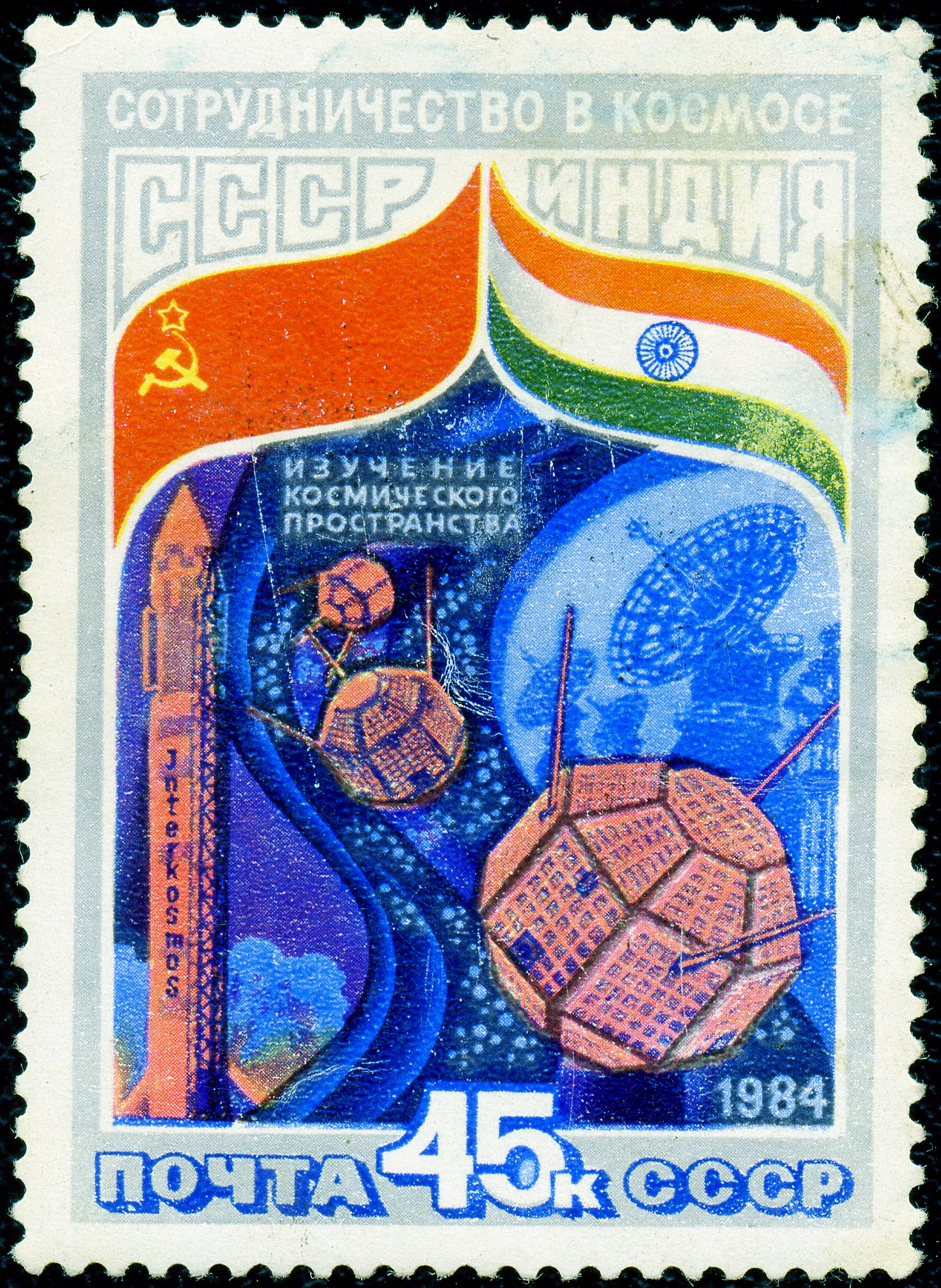
Timbre soviétique émis en 1985 montrant les satellites indiens Aryabhata, Bhaskara I et II tous lancés par une fusée soviétique dans le cadre d'un programme de coopération entre l'Inde et l'Union soviétique.

Aryabhata est le premier satellite artificiel indien. Développé avec l'assistance de l'Union soviétique il est placé sur une orbite basse le 19 avril 1975 par une fusée soviétique Cosmos-3M depuis la base de Kapoustine Iar. Le satellite a été construit par l'ISRO, l'agence spatiale indienne, qui a ainsi acquis sa première expérience en matière de construction de satellite.

## Historique

### Début du programme spatial indien
Le programme spatial indien est lancé dans les années 1960. En 1961 le gouvernement indien attribue les questions spatiales au Département de l'énergie atomique indien. Celui-ci crée en février 1962 le Comité national indien pour la recherche spatiale (INCOSPAR). En 1962-1963 une petite équipe de scientifiques indiens séjourne à la NASA pour s'initier à l'assemblage et au lancement de fusées-sondes. Une première fusée-sonde américaine Nike-Apache est lancée en 1963 depuis le centre de lancement de Thumba dans le Kerala. En 1964 l'Inde signe un accord avec l'agence spatiale française, le CNES, pour l'acquisition de licences de fabrication des fusées-sondes Centaure et Bélier. 
Durant la décennie 1960 les embryons de plusieurs centres spatiaux sont créés : le Space Science & Technology Centre (SSTC)  à Thumba et l'Experimental Satellite Communication Earth Center à Ahmedabad. Les ingénieurs indiens se lancent dans le développent de fusées-sondes de conception et de puissance croissante : les fusées Rohini. La maitrise acquise grâce à ces engins dans le domaine de la propulsion à propergol solide facilitera le développement des premiers lanceurs de l'Inde. L'activité spatiale indienne était supervisée jusque-là par l'INCOSAR un service de le département de l'énergie atomique. Ayant pris de l'ampleur sa gestion est confiée en 1969 à une nouvelle structure, l'ISRO (Indian Space Research Organisation c'est-à-dire l'Organisation de la recherche spatiale indienne), chargée de fédérer l'activité spatiale. Quelques années plus tard, en 1972, sont créés la Space Commission et le Department of Space (DOS) rattaché au premier ministre indien chargé de définir la stratégie spatiale de l'Inde. La base de lancement de  Sriharikota dans l'Andhra Pradesh, rebaptisée par la suite Centre spatial de Satish Dhawan, est créée en 1970 avec l'assistance technique de la France et de l'Union soviétique. La base devient opérationnelle le 9 octobre 1971 avec le lancement d'une fusée-sonde RH125. Fin 1971 Vikram Sarabhai à l'origine du programme spatial indien décède.

### Développement du premier satellite national
À la suite du décès de Sarabhai, le premier ministre indien Indira Gandhi nomme en 1972 Satish Dhawan à la tête de l'agence spatiale indienne. Au moment de sa nomination Dhawan est professeur en ingénierie aéronautique à l'Institut indien des sciences de Bangalore. Les responsables du programme spatial indien décident de développer le premier satellite indien en ayant recours à l'assistance de l'Union soviétique, avec laquelle ils ont déjà travaillé dans le cadre du programme Cosmos et la création de la base de Thumba. Cette assistance négociée par le professeur U.R. Rao est formalisée par un accord signé entre l'Inde et l'Union soviétique le 10 mai 1972 qui stipule que l'Union soviétique placera en orbite un satellite indien en échange de la mise à disposition des ports indiens pour les navires soviétiques chargés de suivre les lancements soviétiques. Le professeur Rao supervise le développement du satellite qui est conçu et fabriqué en 36 mois par une équipe de 200 personnes travaillant dans des conditions très rudimentaires. L'Union soviétique fournit les panneaux solaires, les batteries, le système de contrôle d'attitude et les enregistreurs à bande. Plusieurs modèles sont fabriqués et testés au Centre de recherche atomique de Bhabha. Des stations de poursuite sont construites à Sriharikota et à Poona mais les soviétiques mettent à disposition également leur station de suivi du Lac de l'ours près de Moscou.  Le satellite est baptisé Aryabhata en l'honneur du célèbre  astronome et mathématicien indien Aryabhata qui vécut au Ve siècle. Les soviétiques choisissent de lancer le satellite avec une fusée  Cosmos-3M depuis la base de lancement de Kapoustine Iar.

## Caractéristiques techniques
Le satellite de forme quasi sphérique comporte 26 facettes dont 24 portent des panneaux solaires fournissant une énergie électrique de 46 watts. Il pèse 360 kg pour un diamètre de 1,4 mètre. Il est stabilisé par rotation à raison de 90 tours par minute. Le contrôle de l'orientation est réalisé en s'appuyant sur un ensemble de capteurs dont un magnétomètre et plusieurs senseurs solaires et est maintenu grâce à un système de propulsion à gaz froid. Les données sont stockées sur un enregistreur à bande à une vitesse de 256 bits par seconde et sont restituées aux stations au sol avec un débit 10 fois supérieur.

## Expériences
Le satellite embarque 3 expériences scientifiques :
- un compteur proportionnel mesurant le rayonnement X dans la gamme d'énergie comprise entre 2,5 et 15 keV. La chambre du compteur est remplie avec un mélange de dioxyde de carbone et d'argon et les détecteurs sont deux  scintillateurs au iodure de sodium dont l'un est destiné à détecter le bruit de fond[4].
- Un instrument de mesure des neutrons (20-500 MeV) et du rayonnement gamma (0,2-24 MeV) émis par le Soleil durant les tempêtes solaires[5].
- Un instrument mesurant l'énergie des électrons de 100 eV ou moins et un instrument permettant de mesurer le rayonnement ultraviolet Lyman-alpha et les raies d'émission de l'oxygène de  l'ionosphère[6].

## Déroulement de la mission
Le satellite est lancé le 19 avril 1975 par une fusée soviétique Cosmos-3M depuis la base de Kapoustine Iar. Il est placé sur une orbite basse de 619 km × 563 km avec une inclinaison de 50,7°. À la suite d'une défaillance du circuit d'alimentation électrique, la collecte de données scientifiques s'est interrompue cinq jours après le lancement. Le satellite effectue sa rentrée atmosphérique et est détruit le 11 février 1992.

### Sources
- F. Verger, R Ghirardi, I Sourbès-Verger, X. Pasco, L'espace nouveau territoire : atlas des satellites et des politiques spatiales, Belin, 2002
- (en) Brian Harvey, Henk H F Smid et Theo Pirard, Emerging space powers : The new space programs of Asia, the Middle East ans South America, Springer Praxis, 2010 (ISBN 978-1-4419-0873-5)
- A.P.J. Abdul Kalam (trad. de l'anglais), Les ailes de feu : autobiographie de A.P.J. Abdul Kalam, Paris/Pondichéry, Editions Kailash, 2002, 198 p. (ISBN 978-2-84268-176-0, BNF 42049136)Autobiographie du père des missiles balistiques indiens qui a également joué un rôle de premier plan au début du programme spatial indien